# Análisis de marco
El análisis del marco o análisis de encuadre es un análisis multidisciplinario de las ciencias sociales y un método de investigación utilizado para analizar cómo las personas entienden las situaciones y actividades. El concepto es atribuido generalmente a la obra de Erving Goffman y su libro de 1974, El análisis del marco: Un ensayo sobre la organización de la experiencia, y ha sido desarrollado en las teoría de los movimiento sociales y en otros áreas.
La elaboración de la teoría y el análisis del marco es un enfoque teórico amplio que ha sido empleado en las ciencias de la comunicación, las noticias, la política y los movimientos sociales, entre otras aplicaciones. 
El encuadre puede ser definido como «el proceso por el cual una fuente de comunicación, como una organización de noticias, define y construye una cuestión política o controversia pública».

## Marco de análisis como crítica retórica
El investigador de comunicación política Jim A. Kuypers publicó por primera vez avanzar en el análisis de la elaboración de una perspectiva retórica en 1997. Su enfoque se inicia por inducción mediante la búsqueda de temas que persisten a través del tiempo en un texto (por Kuypers, principalmente relatos de noticias sobre un tema o evento), y luego determinar cómo estos temas se enmarcan. El trabajo de Kuypers «comienza con la suposición de que los marcos son poderosas entidades retórica que" nos induce a filtrar nuestra percepción del mundo de un modo determinado, esencialmente, hace que algunos aspectos de nuestra realidad multidimensional más evidentes que otros aspectos. Funcionan haciendo alguna información más destacada que otra. . .»
En su libro "Análisis de encuadre de una retórica perspectiva", Kuypers detalla las diferencias entre el análisis de la elaboración como la crítica retórica y como un esfuerzo científico social, en particular, argumenta que enmarcar la crítica ofrece información que no está disponible para los científicos sociales.
En un trabajo de 2009, Kuypers ofrece un modelo detallado para hacer un análisis enmarcado desde una perspectiva retórica. Según Kuypers, «Framing es un proceso mediante el cual los comunicadores, consciente o inconscientemente, actúan para construir un punto de vista que anima a los hechos de una situación dada, para ser interpretada por otros de una manera particular, Marcos operar en cuatro formas:. Que definen los problemas , diagnosticar las causas, hacer juicios morales, y que sugiera soluciones. Marcos se encuentran a menudo en el relato de un tema o evento, y en general la idea central de la organización.» El trabajo de Kuypers se basa en la premisa de que la elaboración es un proceso retórico y, como tal, es mejor examinarla desde un punto de vista retórico.

## Marco de análisis de los movimientos sociales
Se ha utilizado para explicar el proceso de los movimientos sociales. Los movimientos son portadores de creencias e ideologías. Además, son parte del proceso de construcción de significado para los participantes y los opositores. Los movimientos de masas son exitosos cuando los cuadros proyectados se alinean con los marcos de los participantes para producir resonancia entre las dos partes. Este es un proceso conocido como alineación de trama.

## Alineación de trama
Snow y Benford (1988) sostienen que la alineación de marco es un elemento importante en la movilización social o el movimiento. Afirman que, cuando las imágenes individuales se vinculan en la congruencia y complementariedad, se produce "la alineación de trama".
La producción del marco de resonancia es clave para el proceso de un grupo de transición de un fotograma a otro (aunque no todos los esfuerzos de elaboración tienen éxito). Las condiciones que afectan o limitan los esfuerzos de elaboración son los siguientes:
- "La solidez, integridad y el rigor del esfuerzo de elaboración". Snow y Benford (1988) identifican tres tareas principales la elaboración y el grado en que estas tareas son atendidos con la voluntad de determinar la movilización de los participantes. Las tres tareas son: a framing) de diagnóstico para la identificación de un problema y la asignación de la culpa, b) la elaboración de pronósticos que sugieren soluciones, estrategias y tácticas para un problema, y c) la elaboración de motivación que sirve como un llamado a las armas o justificación para la acción.
- La relación entre el marco propuesto y el sistema de creencias más amplio; central - que el marco no puede ser de poca importancia jerárquica y relevancia dentro del sistema de creencias más amplio. Su rango y la interrelación - si el marco está vinculada a la creencia central único o el valor que, en sí mismo, es de alcance limitado en el sistema de creencias más amplio, el marco tiene un alto grado de ser descontados.
- Importancia de la estructura a la realidad de los participantes, un cuadro debe ser de interés para los participantes e informarles. Relevancia puede verse limitada por la credibilidad empírica o la capacidad de prueba, se refiere a la experiencia de los participantes, y ha fidelidad narrativa, es decir, que encaja con los objetivos a los mitos culturales y narraciones.
- Los ciclos de protesta (Tarrow, 1983a; 1983b), el punto en el que emerge el marco de la línea de tiempo de la era actual y las preocupaciones existentes con el cambio social. Los esfuerzos de la elaboración pueden ser afectados por cuadros anteriores.

Snow y Benford (1988) proponen que una vez que los marcos adecuados se construyen como se describe anteriormente, los grandes cambios en la sociedad, tales como los necesarios para el movimiento social puede lograrse mediante la armonización del marco.

## Cuatro tipos de alineación de trama
Hay cuatro tipos, que incluyen el marco de transición, la amplificación del marco, la extensión del marco y la transformación del marco.

### Marco de transición
Es la «unión de dos o más marcos ideológicamente congruentes, pero estructuralmente desconectados con respecto a un tema o problema en particular» Se trata de la vinculación de un movimiento de personas que comparten puntos de vista similares o quejas, pero que carecen de una base organizativa .

### Amplificación del marco
Se refiere a «la clarificación y fortalecimiento de un marco interpretativo que lleva a un tema en particular, un problema o conjunto de eventos» Este marco interpretativo general implica el estimulante de los valores o creencias.

### Extensiones del marco
Son el esfuerzo de un movimiento para incorporar a los participantes, ampliando las fronteras del marco propuesto para incluir o abarcar los puntos de vista, intereses y sentimientos de los grupos objetivo.

### Transformación del marco
Es un proceso necesario cuando los marcos propuestos «no puede resonar con, y en ocasiones hasta puede parecer la antítesis de los estilos de vida tradicionales o los rituales y las existentes marcos interpretativos»
Cuando esto sucede, los nuevos valores, nuevos significados e interpretaciones se requieren a fin de asegurar a los participantes y el apoyo. Goffman llama a esto "claves", donde «las actividades, eventos, y las biografías que ya son significativas desde el punto de vista de algunas primarias incorporar marco en términos de otro marco de referencia». De tal manera que se ven de manera diferente. 
Existen dos tipos de transformación del marco:
1. De dominio específico de las transformaciones, como el intento de alterar el estado de los grupos de personas, y

- La transformación interpretativa de fotograma global, donde el alcance del cambio es bastante radical como en un cambio de visión del mundo, la conversión total de pensamiento, o el desarraigo de todo lo que es familiar (por ejemplo, pasar de la comunismo de capitalismo de mercado, la conversión religiosa, etc.)